# Pandemia di COVID-19 in Perù
Il primo caso della pandemia di COVID-19 in Perù è stato confermato il 6 marzo 2020, si trattava di un uomo di 25 anni che aveva viaggiato in Spagna, Francia e Repubblica Ceca.
A fine maggio 2021, a seguito di un riconteggio dei decessi causati dalla pandemia, il Perù era il primo Stato al mondo per numero di morti ogni milione di abitanti. A gennaio 2022 era ancora il Paese con il tasso di mortalità più alto.
Il 5 maggio 2023, l'Organizzazione mondiale della sanità dichiara ufficialmente la fine della pandemia.

## Antefatti
Il 12 gennaio 2020, l'Organizzazione mondiale della sanità (OMS) ha confermato che un nuovo coronavirus era la causa di una nuova infezione polmonare che aveva colpito diversi abitanti della città di Wuhan, nella provincia cinese dell'Hubei, il cui caso era stato portato all'attenzione dell'OMS il 31 dicembre 2019.
Sebbene nel tempo il tasso di mortalità del COVID-19 si sia rivelato decisamente più basso di quello dell'epidemia di SARS che aveva imperversato nel 2003, la trasmissione del virus SARS-CoV-2, alla base del COVID-19, è risultata essere molto più ampia di quella del precedente virus del 2003, ed ha portato a un numero totale di morti molto più elevato.

## Andamento dei contagi
| Data                            | Data       |  | Numero di casi    | Numero di morti |
| ------------------------------- | ---------- |  | ----------------- | --------------- |
| 06-03-2020                      | 06-03-2020 |  | 1(N.D.)           |                 |
| 07-03-2020                      | 07-03-2020 |  | 6(+500%)          |                 |
| 08-03-2020                      | 08-03-2020 |  | 7(+17%)           |                 |
| 09-03-2020                      | 09-03-2020 |  | 9(+29%)           |                 |
| 10-03-2020                      | 10-03-2020 |  | 11(+22%)          |                 |
| 11-03-2020                      | 11-03-2020 |  | 17(+55%)          |                 |
| 12-03-2020                      | 12-03-2020 |  | 22(+29%)          |                 |
| 13-03-2020                      | 13-03-2020 |  | 38(+73%)          |                 |
| 14-03-2020                      | 14-03-2020 |  | 43(+13%)          |                 |
| 15-03-2020                      | 15-03-2020 |  | 71(+65%)          |                 |
| 16-03-2020                      | 16-03-2020 |  | 86(+21%)          |                 |
| 17-03-2020                      | 17-03-2020 |  | 117(+36%)         |                 |
| 18-03-2020                      | 18-03-2020 |  | 145(+24%)         |                 |
| 19-03-2020                      | 19-03-2020 |  | 234(+61%)         | 3(N.D.)         |
| 20-03-2020                      | 20-03-2020 |  | 263(+12%)         | 4(+33%)         |
| 21-03-2020                      | 21-03-2020 |  | 318(+21%)         | 5(+25%)         |
| 22-03-2020                      | 22-03-2020 |  | 363(+14%)         | 5(=)            |
| 23-03-2020                      | 23-03-2020 |  | 395(+8,8%)        | 5(=)            |
| 24-03-2020                      | 24-03-2020 |  | 416(+5,3%)        | 7(+40%)         |
| 25-03-2020                      | 25-03-2020 |  | 480(+15%)         | 9(+29%)         |
| 26-03-2020                      | 26-03-2020 |  | 580(+21%)         | 9(=)            |
| 27-03-2020                      | 27-03-2020 |  | 635(+9,5%)        | 11(+22%)        |
| 28-03-2020                      | 28-03-2020 |  | 671(+5,7%)        | 16(+45%)        |
| 29-03-2020                      | 29-03-2020 |  | 852(+27%)         | 18(+12%)        |
| 30-03-2020                      | 30-03-2020 |  | 950(+12%)         | 24(+33%)        |
| 31-03-2020                      | 31-03-2020 |  | 1 065(+12%)       | 30(+25%)        |
| 01-04-2020                      | 01-04-2020 |  | 1 323(+24%)       | 47(+57%)        |
| 02-04-2020                      | 02-04-2020 |  | 1 414(+6,9%)      | 55(+17%)        |
| 03-04-2020                      | 03-04-2020 |  | 1 595(+13%)       | 61(+11%)        |
| 04-04-2020                      | 04-04-2020 |  | 1 746(+9,5%)      | 73(+20%)        |
| 05-04-2020                      | 05-04-2020 |  | 2 281(+31%)       | 83(+14%)        |
| 06-04-2020                      | 06-04-2020 |  | 2 561(+12%)       | 92(+11%)        |
| 07-04-2020                      | 07-04-2020 |  | 2 954(+15%)       | 107(+16%)       |
| 08-04-2020                      | 08-04-2020 |  | 4 342(+47%)       | 121(+13%)       |
| 09-04-2020                      | 09-04-2020 |  | 5 256(+21%)       | 138(+14%)       |
| 10-04-2020                      | 10-04-2020 |  | 5 897(+12%)       | 169(+22%)       |
| 11-04-2020                      | 11-04-2020 |  | 6 848(+16%)       | 181(+7,1%)      |
| 12-04-2020                      | 12-04-2020 |  | 7 519(+9,8%)      | 193(+6,6%)      |
| 13-04-2020                      | 13-04-2020 |  | 9 784(+30%)       | 216(+12%)       |
| 14-04-2020                      | 14-04-2020 |  | 10 303(+5,3%)     | 230(+6,5%)      |
| 15-04-2020                      | 15-04-2020 |  | 11 475(+11%)      | 254(+10%)       |
| 16-04-2020                      | 16-04-2020 |  | 12 491(+8,9%)     | 274(+7,9%)      |
| 17-04-2020                      | 17-04-2020 |  | 13 489(+8%)       | 300(+9,5%)      |
| 18-04-2020                      | 18-04-2020 |  | 14 420(+6,9%)     | 348(+16%)       |
| 19-04-2020                      | 19-04-2020 |  | 15 628(+8,4%)     | 400(+15%)       |
| 20-04-2020                      | 20-04-2020 |  | 16 325(+4,5%)     | 445(+11%)       |
| 21-04-2020                      | 21-04-2020 |  | 17 837(+9,3%)     | 484(+8,8%)      |
| 22-04-2020                      | 22-04-2020 |  | 19 250(+7,9%)     | 530(+9,5%)      |
| 23-04-2020                      | 23-04-2020 |  | 20 914(+8,6%)     | 572(+7,9%)      |
| 24-04-2020                      | 24-04-2020 |  | 21 648(+3,5%)     | 634(+11%)       |
| 25-04-2020                      | 25-04-2020 |  | 25 331(+17%)      | 700(+10%)       |
| 26-04-2020                      | 26-04-2020 |  | 27 517(+8,6%)     | 728(+4%)        |
| 27-04-2020                      | 27-04-2020 |  | 28 699(+4,3%)     | 782(+7,4%)      |
| 28-04-2020                      | 28-04-2020 |  | 31 190(+8,7%)     | 854(+9,2%)      |
| 29-04-2020                      | 29-04-2020 |  | 33 931(+8,8%)     | 943(+10%)       |
| 30-04-2020                      | 30-04-2020 |  | 36 976(+9%)       | 1 051(+11%)     |
| 01-05-2020                      | 01-05-2020 |  | 40 459(+9,4%)     | 1 124(+6,9%)    |
| 02-05-2020                      | 02-05-2020 |  | 42 534(+5,1%)     | 1 200(+6,8%)    |
| 03-05-2020                      | 03-05-2020 |  | 45 928(+8%)       | 1 286(+7,2%)    |
| 04-05-2020                      | 04-05-2020 |  | 47 372(+3,1%)     | 1 344(+4,5%)    |
| 05-05-2020                      | 05-05-2020 |  | 51 189(+8,1%)     | 1 444(+7,4%)    |
| 06-05-2020                      | 06-05-2020 |  | 54 817(+7,1%)     | 1 533(+6,2%)    |
| 07-05-2020                      | 07-05-2020 |  | 58 526(+6,8%)     | 1 627(+6,1%)    |
| 08-05-2020                      | 08-05-2020 |  | 61 847(+5,7%)     | 1 714(+5,3%)    |
| 09-05-2020                      | 09-05-2020 |  | 65 015(+5,1%)     | 1 814(+5,8%)    |
| 10-05-2020                      | 10-05-2020 |  | 67 307(+3,5%)     | 1 889(+4,1%)    |
| 11-05-2020                      | 11-05-2020 |  | 68 822(+2,3%)     | 1 961(+3,8%)    |
| 12-05-2020                      | 12-05-2020 |  | 72 059(+4,7%)     | 2 057(+4,9%)    |
| 13-05-2020                      | 13-05-2020 |  | 76 306(+5,9%)     | 2 169(+5,4%)    |
| 14-05-2020                      | 14-05-2020 |  | 80 604(+5,6%)     | 2 267(+4,5%)    |
| 15-05-2020                      | 15-05-2020 |  | 84 495(+4,8%)     | 2 392(+5,5%)    |
| 16-05-2020                      | 16-05-2020 |  | 88 541(+4,8%)     | 2 523(+5,5%)    |
| 17-05-2020                      | 17-05-2020 |  | 92 273(+4,2%)     | 2 648(+5%)      |
| 18-05-2020                      | 18-05-2020 |  | 94 933(+2,9%)     | 2 789(+5,3%)    |
| 19-05-2020                      | 19-05-2020 |  | 99 483(+4,8%)     | 2 914(+4,5%)    |
| 20-05-2020                      | 20-05-2020 |  | 104 020(+4,6%)    | 3 024(+3,8%)    |
| 21-05-2020                      | 21-05-2020 |  | 108 769(+4,6%)    | 3 148(+4,1%)    |
| 22-05-2020                      | 22-05-2020 |  | 111 698(+2,7%)    | 3 244(+3%)      |
| 23-05-2020                      | 23-05-2020 |  | 115 754(+3,6%)    | 3 371(+3,9%)    |
| 24-05-2020                      | 24-05-2020 |  | 119 959(+3,6%)    | 3 500(+3,8%)    |
| 25-05-2020                      | 25-05-2020 |  | 123 979(+3,4%)    | 3 629(+3,7%)    |
| 26-05-2020                      | 26-05-2020 |  | 129 751(+4,7%)    | 3 788(+4,4%)    |
| 27-05-2020                      | 27-05-2020 |  | 135 905(+4,7%)    | 3 983(+5,1%)    |
| 28-05-2020                      | 28-05-2020 |  | 141 779(+4,3%)    | 4 099(+2,9%)    |
| 29-05-2020                      | 29-05-2020 |  | 148 285(+4,6%)    | 4 230(+3,2%)    |
| 30-05-2020                      | 30-05-2020 |  | 155 671(+5%)      | 4 371(+3,3%)    |
| 31-05-2020                      | 31-05-2020 |  | 164 476(+5,7%)    | 4 506(+3,1%)    |
| 01-06-2020                      | 01-06-2020 |  | 170 039(+3,4%)    | 4 634(+2,8%)    |
| 02-06-2020                      | 02-06-2020 |  | 174 884(+2,8%)    | 4 767(+2,9%)    |
| 03-06-2020                      | 03-06-2020 |  | 178 914(+2,3%)    | 4 894(+2,7%)    |
| 04-06-2020                      | 04-06-2020 |  | 183 198(+2,4%)    | 5 031(+2,8%)    |
| 05-06-2020                      | 05-06-2020 |  | 187 400(+2,3%)    | 5 162(+2,6%)    |
| 06-06-2020                      | 06-06-2020 |  | 191 758(+2,3%)    | 5 301(+2,7%)    |
| 07-06-2020                      | 07-06-2020 |  | 196 515(+2,5%)    | 5 465(+3,1%)    |
| 08-06-2020                      | 08-06-2020 |  | 199 696(+1,6%)    | 5 571(+1,9%)    |
| 09-06-2020                      | 09-06-2020 |  | 203 736(+2%)      | 5 738(+3%)      |
| 10-06-2020                      | 10-06-2020 |  | 208 823(+2,5%)    | 5 903(+2,9%)    |
| 11-06-2020                      | 11-06-2020 |  | 214 788(+2,9%)    | 6 109(+3,5%)    |
| 12-06-2020                      | 12-06-2020 |  | 220 749(+2,8%)    | 6 308(+3,3%)    |
| 13-06-2020                      | 13-06-2020 |  | 225 132(+2%)      | 6 498(+3%)      |
| 14-06-2020                      | 14-06-2020 |  | 229 736(+2%)      | 6 688(+2,9%)    |
| 15-06-2020                      | 15-06-2020 |  | 232 992(+1,4%)    | 6 860(+2,6%)    |
| 16-06-2020                      | 16-06-2020 |  | 237 156(+1,8%)    | 7 056(+2,9%)    |
| 17-06-2020                      | 17-06-2020 |  | 240 908(+1,6%)    | 7 257(+2,8%)    |
| 18-06-2020                      | 18-06-2020 |  | 244 388(+1,4%)    | 7 461(+2,8%)    |
| 19-06-2020                      | 19-06-2020 |  | 247 925(+1,4%)    | 7 660(+2,7%)    |
| 20-06-2020                      | 20-06-2020 |  | 251 338(+1,4%)    | 7 861(+2,6%)    |
| 21-06-2020                      | 21-06-2020 |  | 254 936(+1,4%)    | 8 045(+2,3%)    |
| 22-06-2020                      | 22-06-2020 |  | 257 447(+0,98%)   | 8 223(+2,2%)    |
| 23-06-2020                      | 23-06-2020 |  | 260 810(+1,3%)    | 8 404(+2,2%)    |
| 24-06-2020                      | 24-06-2020 |  | 264 689(+1,5%)    | 8 586(+2,2%)    |
| 25-06-2020                      | 25-06-2020 |  | 268 602(+1,5%)    | 8 761(+2%)      |
| 26-06-2020                      | 26-06-2020 |  | 272 364(+1,4%)    | 8 939(+2%)      |
| 27-06-2020                      | 27-06-2020 |  | 275 989(+1,3%)    | 9 135(+2,2%)    |
| 28-06-2020                      | 28-06-2020 |  | 279 419(+1,2%)    | 9 317(+2%)      |
| 29-06-2020                      | 29-06-2020 |  | 282 365(+1,1%)    | 9 504(+2%)      |
| 30-06-2020                      | 30-06-2020 |  | 285 213(+1%)      | 9 677(+1,8%)    |
| 01-07-2020                      | 01-07-2020 |  | 288 477(+1,1%)    | 9 860(+1,9%)    |
| 02-07-2020                      | 02-07-2020 |  | 292 004(+1,2%)    | 10 045(+1,9%)   |
| 03-07-2020                      | 03-07-2020 |  | 295 599(+1,2%)    | 10 226(+1,8%)   |
| 04-07-2020                      | 04-07-2020 |  | 299 080(+1,2%)    | 10 412(+1,8%)   |
| 05-07-2020                      | 05-07-2020 |  | 302 718(+1,2%)    | 10 589(+1,7%)   |
| 06-07-2020                      | 06-07-2020 |  | 305 703(+0,99%)   | 10 772(+1,7%)   |
| 07-07-2020                      | 07-07-2020 |  | 309 278(+1,2%)    | 10 952(+1,7%)   |
| 08-07-2020                      | 08-07-2020 |  | 312 911(+1,2%)    | 11 133(+1,7%)   |
| 09-07-2020                      | 09-07-2020 |  | 316 448(+1,1%)    | 11 314(+1,6%)   |
| 10-07-2020                      | 10-07-2020 |  | 319 646(+1%)      | 11 500(+1,6%)   |
| 11-07-2020                      | 11-07-2020 |  | 322 710(+0,96%)   | 11 682(+1,6%)   |
| 12-07-2020                      | 12-07-2020 |  | 326 326(+1,1%)    | 11 870(+1,6%)   |
| 13-07-2020                      | 13-07-2020 |  | 330 123(+1,2%)    | 12 054(+1,6%)   |
| 14-07-2020                      | 14-07-2020 |  | 333 867(+1,1%)    | 12 229(+1,5%)   |
| 15-07-2020                      | 15-07-2020 |  | 337 724(+1,2%)    | 12 417(+1,5%)   |
| 16-07-2020                      | 16-07-2020 |  | 341 586(+1,1%)    | 12 615(+1,6%)   |
| 17-07-2020                      | 17-07-2020 |  | 345 537(+1,2%)    | 12 799(+1,5%)   |
| 18-07-2020                      | 18-07-2020 |  | 349 500(+1,1%)    | 12 998(+1,6%)   |
| 19-07-2020                      | 19-07-2020 |  | 353 590(+1,2%)    | 13 187(+1,5%)   |
| 20-07-2020                      | 20-07-2020 |  | 357 681(+1,2%)    | 13 384(+1,5%)   |
| 21-07-2020                      | 21-07-2020 |  | 362 087(+1,2%)    | 13 579(+1,5%)   |
| 22-07-2020                      | 22-07-2020 |  | 366,550(+1.2%)    | 17,455(+29%)    |
| 23-07-2020                      | 23-07-2020 |  | 371 096(+1,2%)    | 17 654(+1,1%)   |
| 24-07-2020                      | 24-07-2020 |  | 375 961(+1,3%)    | 17 843(+1,1%)   |
| 25-07-2020                      | 25-07-2020 |  | 379 884(+1%)      | 18 030(+1%)     |
| 26-07-2020                      | 26-07-2020 |  | 384 797(+1,3%)    | 18 229(+1,1%)   |
| 27-07-2020                      | 27-07-2020 |  | 389 717(+1,3%)    | 18 418(+1%)     |
| 28-07-2020                      | 28-07-2020 |  | 395 005(+1,4%)    | 18 612(+1,1%)   |
| 29-07-2020                      | 29-07-2020 |  | 400 683(+1,4%)    | 18 816(+1,1%)   |
| 30-07-2020                      | 30-07-2020 |  | 407 492(+1,7%)    | 19 021(+1,1%)   |
| 31-07-2020                      | 31-07-2020 |  | 414 735(+1,8%)    | 19 217(+1%)     |
| 01-08-2020                      | 01-08-2020 |  | 422 183(+1,8%)    | 19 408(+0,99%)  |
| 02-08-2020                      | 02-08-2020 |  | 428 850(+1,6%)    | 19 614(+1,1%)   |
| 03-08-2020                      | 03-08-2020 |  | 433 100(+0,99%)   | 19 811(+1%)     |
| 04-08-2020                      | 04-08-2020 |  | 439 890(+1,6%)    | 20 007(+0,99%)  |
| 05-08-2020                      | 05-08-2020 |  | 447 624(+1,8%)    | 20 228(+1,1%)   |
| 06-08-2020                      | 06-08-2020 |  | 455 409(+1,7%)    | 20 424(+0,97%)  |
| 07-08-2020                      | 07-08-2020 |  | 463 875(+1,9%)    | 20 649(+1,1%)   |
| 08-08-2020                      | 08-08-2020 |  | 471 012(+1,5%)    | 20 844(+0,94%)  |
| 09-08-2020                      | 09-08-2020 |  | 478 024(+1,5%)    | 21 072(+1,1%)   |
| 10-08-2020                      | 10-08-2020 |  | 483 133(+1,1%)    | 21 276(+0,97%)  |
| 11-08-2020                      | 11-08-2020 |  | 489 680(+1,4%)    | 21 501(+1,1%)   |
| 12-08-2020                      | 12-08-2020 |  | 498 555(+1,8%)    | 21 713(+0,99%)  |
| 13-08-2020                      | 13-08-2020 |  | 507,996(+1.9%)    | 25,648(+18%)    |
| 14-08-2020                      | 14-08-2020 |  | 516 296(+1,6%)    | 25 856(+0,81%)  |
| 15-08-2020                      | 15-08-2020 |  | 525 803(+1,8%)    | 26 075(+0,85%)  |
| 16-08-2020                      | 16-08-2020 |  | 535 946(+1,9%)    | 26 281(+0,79%)  |
| 17-08-2020                      | 17-08-2020 |  | 541 493(+1%)      | 26 481(+0,76%)  |
| 18-08-2020                      | 18-08-2020 |  | 549 321(+1,4%)    | 26 658(+0,67%)  |
| 19-08-2020                      | 19-08-2020 |  | 558 420(+1,7%)    | 26 834(+0,66%)  |
| 20-08-2020                      | 20-08-2020 |  | 567 059(+1,5%)    | 27 034(+0,75%)  |
| 21-08-2020                      | 21-08-2020 |  | 576 067(+1,6%)    | 27 245(+0,78%)  |
| 22-08-2020                      | 22-08-2020 |  | 585 236(+1,6%)    | 27 453(+0,76%)  |
| 23-08-2020                      | 23-08-2020 |  | 594 326(+1,6%)    | 27 663(+0,76%)  |
| 24-08-2020                      | 24-08-2020 |  | 600 438(+1%)      | 27 813(+0,54%)  |
| 25-08-2020                      | 25-08-2020 |  | 607 382(+1,2%)    | 28 001(+0,68%)  |
| 26-08-2020                      | 26-08-2020 |  | 613 378(+0,99%)   | 28 124(+0,44%)  |
| 27-08-2020                      | 27-08-2020 |  | 621 997(+1,4%)    | 28 277(+0,54%)  |
| 28-08-2020                      | 28-08-2020 |  | 629 961(+1,3%)    | 28 471(+0,69%)  |
| 29-08-2020                      | 29-08-2020 |  | 639 435(+1,5%)    | 28 607(+0,48%)  |
| 30-08-2020                      | 30-08-2020 |  | 647 166(+1,2%)    | 28 788(+0,63%)  |
| 31-08-2020                      | 31-08-2020 |  | 652 037(+0,75%)   | 28 944(+0,54%)  |
| 01-09-2020                      | 01-09-2020 |  | 657 129(+0,78%)   | 29 068(+0,43%)  |
| 02-09-2020                      | 02-09-2020 |  | 663 437(+0,96%)   | 29 259(+0,66%)  |
| 03-09-2020                      | 03-09-2020 |  | 670 145(+1%)      | 29 405(+0,5%)   |
| 04-09-2020                      | 04-09-2020 |  | 676 848(+1%)      | 29 554(+0,51%)  |
| 05-09-2020                      | 05-09-2020 |  | 683 702(+1%)      | 29 687(+0,45%)  |
| 06-09-2020                      | 06-09-2020 |  | 689 977(+0,92%)   | 29 838(+0,51%)  |
| 07-09-2020                      | 07-09-2020 |  | 691 575(+0,23%)   | 29 976(+0,46%)  |
| 08-09-2020                      | 08-09-2020 |  | 696 190(+0,67%)   | 30 123(+0,49%)  |
| 09-09-2020                      | 09-09-2020 |  | 702 776(+0,95%)   | 30 236(+0,38%)  |
| 10-09-2020                      | 10-09-2020 |  | 710 067(+1%)      | 30 344(+0,36%)  |
| 11-09-2020                      | 11-09-2020 |  | 716 670(+0,93%)   | 30 470(+0,42%)  |
| 12-09-2020                      | 12-09-2020 |  | 722 832(+0,86%)   | 30 593(+0,4%)   |
| 13-09-2020                      | 13-09-2020 |  | 729 619(+0,94%)   | 30 710(+0,38%)  |
| 14-09-2020                      | 14-09-2020 |  | 733 860(+0,58%)   | 30 812(+0,33%)  |
| 15-09-2020                      | 15-09-2020 |  | 738 020(+0,57%)   | 30 927(+0,37%)  |
| 16-09-2020                      | 16-09-2020 |  | 744 400(+0,86%)   | 31 051(+0,4%)   |
| 17-09-2020                      | 17-09-2020 |  | 750 098(+0,77%)   | 31 146(+0,31%)  |
| 18-09-2020                      | 18-09-2020 |  | 756 412(+0,84%)   | 31 283(+0,44%)  |
| 19-09-2020                      | 19-09-2020 |  | 762 865(+0,85%)   | 31 369(+0,27%)  |
| 20-09-2020                      | 20-09-2020 |  | 768 895(+0,79%)   | 31 369(=)       |
| 21-09-2020                      | 21-09-2020 |  | 772 896(+0,52%)   | 31 660(+0,93%)  |
| 22-09-2020                      | 22-09-2020 |  | 776 546(+0,47%)   | 31 772(+0,35%)  |
| 23-09-2020                      | 23-09-2020 |  | 782 695(+0,79%)   | 31 870(+0,31%)  |
| 24-09-2020                      | 24-09-2020 |  | 788 930(+0,8%)    | 31 938(+0,21%)  |
| 25-09-2020                      | 25-09-2020 |  | 794 854(+0,75%)   | 32 037(+0,31%)  |
| 26-09-2020                      | 26-09-2020 |  | 800 142(+0,67%)   | 32 142(+0,33%)  |
| 27-09-2020                      | 27-09-2020 |  | 805 302(+0,64%)   | 32 262(+0,37%)  |
| 28-09-2020                      | 28-09-2020 |  | 808 714(+0,42%)   | 32 324(+0,19%)  |
| 29-09-2020                      | 29-09-2020 |  | 811 768(+0,38%)   | 32 396(+0,22%)  |
| 30-09-2020                      | 30-09-2020 |  | 814 829(+0,38%)   | 32 462(+0,2%)   |
| 01-10-2020                      | 01-10-2020 |  | 818 297(+0,43%)   | 32 535(+0,22%)  |
| 02-10-2020                      | 02-10-2020 |  | 821 564(+0,4%)    | 32 609(+0,23%)  |
| 03-10-2020                      | 03-10-2020 |  | 824 985(+0,42%)   | 32 665(+0,17%)  |
| 04-10-2020                      | 04-10-2020 |  | 828 169(+0,39%)   | 32 742(+0,24%)  |
| 05-10-2020                      | 05-10-2020 |  | 829 999(+0,22%)   | 32 834(+0,28%)  |
| 06-10-2020                      | 06-10-2020 |  | 832 929(+0,35%)   | 32 914(+0,24%)  |
| 07-10-2020                      | 07-10-2020 |  | 835 662(+0,33%)   | 33 009(+0,29%)  |
| 08-10-2020                      | 08-10-2020 |  | 838 614(+0,35%)   | 33 098(+0,27%)  |
| 09-10-2020                      | 09-10-2020 |  | 843 355(+0,57%)   | 33 158(+0,18%)  |
| 10-10-2020                      | 10-10-2020 |  | 846 088(+0,32%)   | 33 223(+0,2%)   |
| 11-10-2020                      | 11-10-2020 |  | 849 371(+0,39%)   | 33 305(+0,25%)  |
| 12-10-2020                      | 12-10-2020 |  | 851 171(+0,21%)   | 33 357(+0,16%)  |
| 13-10-2020                      | 13-10-2020 |  | 853 974(+0,33%)   | 33 419(+0,19%)  |
| 14-10-2020                      | 14-10-2020 |  | 856 951(+0,35%)   | 33 512(+0,28%)  |
| 15-10-2020                      | 15-10-2020 |  | 859 740(+0,33%)   | 33 577(+0,19%)  |
| 16-10-2020                      | 16-10-2020 |  | 862 417(+0,31%)   | 33 648(+0,21%)  |
| 17-10-2020                      | 17-10-2020 |  | 865 549(+0,36%)   | 33 702(+0,16%)  |
| 18-10-2020                      | 18-10-2020 |  | 868 675(+0,36%)   | 33 759(+0,17%)  |
| 19-10-2020                      | 19-10-2020 |  | 870 876(+0,25%)   | 33 820(+0,18%)  |
| 20-10-2020                      | 20-10-2020 |  | 874 118(+0,37%)   | 33 875(+0,16%)  |
| 21-10-2020                      | 21-10-2020 |  | 876 885(+0,32%)   | 33 937(+0,18%)  |
| 22-10-2020                      | 22-10-2020 |  | 879 876(+0,34%)   | 33 984(+0,14%)  |
| 23-10-2020                      | 23-10-2020 |  | 883 116(+0,37%)   | 34 033(+0,14%)  |
| 24-10-2020                      | 24-10-2020 |  | 886 214(+0,35%)   | 34 095(+0,18%)  |
| 25-10-2020                      | 25-10-2020 |  | 888 715(+0,28%)   | 34 149(+0,16%)  |
| 26-10-2020                      | 26-10-2020 |  | 890 574(+0,21%)   | 34 197(+0,14%)  |
| 27-10-2020                      | 27-10-2020 |  | 892 497(+0,22%)   | 34 257(+0,18%)  |
| 28-10-2020                      | 28-10-2020 |  | 894 928(+0,27%)   | 34 315(+0,17%)  |
| 29-10-2020                      | 29-10-2020 |  | 897 594(+0,3%)    | 34 362(+0,14%)  |
| 30-10-2020                      | 30-10-2020 |  | 900 180(+0,29%)   | 34 411(+0,14%)  |
| 31-10-2020                      | 31-10-2020 |  | 902 503(+0,26%)   | 34 476(+0,19%)  |
| 01-11-2020                      | 01-11-2020 |  | 904 911(+0,27%)   | 34 259(−0,63%)  |
| 02-11-2020                      | 02-11-2020 |  | 906 545(+0,18%)   | 34 585(+0,95%)  |
| 03-11-2020                      | 03-11-2020 |  | 908 902(+0,26%)   | 34 623(+0,11%)  |
| 04-11-2020                      | 04-11-2020 |  | 911 787(+0,32%)   | 34 671(+0,14%)  |
| 05-11-2020                      | 05-11-2020 |  | 914 722(+0,32%)   | 34 730(+0,17%)  |
| 06-11-2020                      | 06-11-2020 |  | 917 503(+0,3%)    | 34 783(+0,15%)  |
| 07-11-2020                      | 07-11-2020 |  | 920 010(+0,27%)   | 34 840(+0,16%)  |
| 08-11-2020                      | 08-11-2020 |  | 922 333(+0,25%)   | 34 879(+0,11%)  |
| 09-11-2020                      | 09-11-2020 |  | 923 527(+0,13%)   | 34 943(+0,18%)  |
| 10-11-2020                      | 10-11-2020 |  | 925 431(+0,21%)   | 34 992(+0,14%)  |
| 11-11-2020                      | 11-11-2020 |  | 928 006(+0,28%)   | 35 031(+0,11%)  |
| 12-11-2020                      | 12-11-2020 |  | 930 237(+0,24%)   | 35 067(+0,1%)   |
| 13-11-2020                      | 13-11-2020 |  | 932 650(+0,26%)   | 35 106(+0,11%)  |
| 14-11-2020                      | 14-11-2020 |  | 934 899(+0,24%)   | 35 177(+0,2%)   |
| 15-11-2020                      | 15-11-2020 |  | 937 011(+0,23%)   | 35 231(+0,15%)  |
| 16-11-2020                      | 16-11-2020 |  | 938 268(+0,13%)   | 35 271(+0,11%)  |
| 17-11-2020                      | 17-11-2020 |  | 939 931(+0,18%)   | 35 317(+0,13%)  |
| 18-11-2020                      | 18-11-2020 |  | 941 951(+0,21%)   | 35 402(+0,24%)  |
| 19-11-2020                      | 19-11-2020 |  | 943 917(+0,21%)   | 35 446(+0,12%)  |
| 20-11-2020                      | 20-11-2020 |  | 946 087(+0,23%)   | 35 484(+0,11%)  |
| 21-11-2020                      | 21-11-2020 |  | 948 081(+0,21%)   | 35 549(+0,18%)  |
| 22-11-2020                      | 22-11-2020 |  | 949 670(+0,17%)   | 35 595(+0,13%)  |
| 23-11-2020                      | 23-11-2020 |  | 950 557(+0,09%)   | 35 641(+0,13%)  |
| 24-11-2020                      | 24-11-2020 |  | 952 439(+0,2%)    | 35 685(+0,12%)  |
| 25-11-2020                      | 25-11-2020 |  | 954 459(+0,21%)   | 35 727(+0,12%)  |
| 26-11-2020                      | 26-11-2020 |  | 956 347(+0,2%)    | 35 785(+0,16%)  |
| 27-11-2020                      | 27-11-2020 |  | 958 324(+0,21%)   | 35 839(+0,15%)  |
| 28-11-2020                      | 28-11-2020 |  | 960 368(+0,21%)   | 35 879(+0,11%)  |
| 29-11-2020                      | 29-11-2020 |  | 962 530(+0,23%)   | 35 923(+0,12%)  |
| 30-11-2020                      | 30-11-2020 |  | 963 605(+0,11%)   | 35 966(+0,12%)  |
| 01-12-2020                      | 01-12-2020 |  | 965 228(+0,17%)   | 36 031(+0,18%)  |
| 02-12-2020                      | 02-12-2020 |  | 967 075(+0,19%)   | 36 076(+0,12%)  |
| 03-12-2020                      | 03-12-2020 |  | 968 846(+0,18%)   | 36 104(+0,08%)  |
| 04-12-2020                      | 04-12-2020 |  | 970 860(+0,21%)   | 36 195(+0,25%)  |
| 05-12-2020                      | 05-12-2020 |  | 972 688(+0,19%)   | 36 231(+0,1%)   |
| 06-12-2020                      | 06-12-2020 |  | 973 912(+0,13%)   | 36 274(+0,12%)  |
| 07-12-2020                      | 07-12-2020 |  | 975 116(+0,12%)   | 36 324(+0,14%)  |
| 08-12-2020                      | 08-12-2020 |  | 976 621(+0,15%)   | 36 401(+0,21%)  |
| 09-12-2020                      | 09-12-2020 |  | 977 312(+0,07%)   | 36 455(+0,15%)  |
| 10-12-2020                      | 10-12-2020 |  | 979 111(+0,18%)   | 36 499(+0,12%)  |
| 11-12-2020                      | 11-12-2020 |  | 980 943(+0,19%)   | 36 544(+0,12%)  |
| 12-12-2020                      | 12-12-2020 |  | 983 045(+0,21%)   | 36 609(+0,18%)  |
| 13-12-2020                      | 13-12-2020 |  | 984 973(+0,2%)    | 36 677(+0,19%)  |
| 14-12-2020                      | 14-12-2020 |  | 986 130(+0,12%)   | 36 754(+0,21%)  |
| 15-12-2020                      | 15-12-2020 |  | 987 675(+0,16%)   | 36 817(+0,17%)  |
| 16-12-2020                      | 16-12-2020 |  | 989 457(+0,18%)   | 36 858(+0,11%)  |
| 17-12-2020                      | 17-12-2020 |  | 991 518(+0,21%)   | 36 901(+0,12%)  |
| 18-12-2020                      | 18-12-2020 |  | 993 760(+0,23%)   | 36 969(+0,18%)  |
| 19-12-2020                      | 19-12-2020 |  | 995 899(+0,22%)   | 37 034(+0,18%)  |
| 20-12-2020                      | 20-12-2020 |  | 997 517(+0,16%)   | 37 103(+0,19%)  |
| 21-12-2020                      | 21-12-2020 |  | 998 475(+0,1%)    | 37 173(+0,19%)  |
| 22-12-2020                      | 22-12-2020 |  | 1 000 153(+0,17%) | 37 218(+0,12%)  |
| 23-12-2020                      | 23-12-2020 |  | 1 002 263(+0,21%) | 37 273(+0,15%)  |
| 24-12-2020                      | 24-12-2020 |  | 1 003 982(+0,17%) | 37 317(+0,12%)  |
| 25-12-2020                      | 25-12-2020 |  | 1 005 546(+0,16%) | 37 368(+0,14%)  |
| 26-12-2020                      | 26-12-2020 |  | 1 006 318(+0,08%) | 37 414(+0,12%)  |
| 27-12-2020                      | 27-12-2020 |  | 1 007 657(+0,13%) | 37 474(+0,16%)  |
| 28-12-2020                      | 28-12-2020 |  | 1 008 908(+0,12%) | 37 525(+0,14%)  |
| 29-12-2020                      | 29-12-2020 |  | 1 010 496(+0,16%) | 37 574(+0,13%)  |
| 30-12-2020                      | 30-12-2020 |  | 1 012 614(+0,21%) | 37 621(+0,13%)  |
| 31-12-2020                      | 31-12-2020 |  | 1 015 137(+0,25%) | 37 680(+0,16%)  |
| 01-01-2021                      | 01-01-2021 |  | 1 017 199(+0,2%)  | 37 724(+0,12%)  |
| 02-01-2021                      | 02-01-2021 |  | 1 018 099(+0,09%) | 37 773(+0,13%)  |
| 03-01-2021                      | 03-01-2021 |  | 1 019 475(+0,14%) | 37 830(+0,15%)  |
| 04-01-2021                      | 04-01-2021 |  | 1 021 058(+0,16%) | 37 873(+0,11%)  |
| 05-01-2021                      | 05-01-2021 |  | 1 022 018(+0,09%) | 37 925(+0,14%)  |
| 06-01-2021                      | 06-01-2021 |  | 1 024 432(+0,24%) | 37 991(+0,17%)  |
| 07-01-2021                      | 07-01-2021 |  | 1 026 690(+0,22%) | 38 049(+0,15%)  |
| 08-01-2021                      | 08-01-2021 |  | 1 029 471(+0,27%) | 38 145(+0,25%)  |
| 09-01-2021                      | 09-01-2021 |  | 1 032 275(+0,27%) | 38 213(+0,18%)  |
| 10-01-2021                      | 10-01-2021 |  | 1 035 184(+0,28%) | 38 280(+0,18%)  |
| 11-01-2021                      | 11-01-2021 |  | 1 037 350(+0,21%) | 38 335(+0,14%)  |
| 12-01-2021                      | 12-01-2021 |  | 1 040 231(+0,28%) | 38 399(+0,17%)  |
| 13-01-2021                      | 13-01-2021 |  | 1 043 640(+0,33%) | 38 473(+0,19%)  |
| 14-01-2021                      | 14-01-2021 |  | 1 048 662(+0,48%) | 38 564(+0,24%)  |
| 15-01-2021                      | 15-01-2021 |  | 1 056 023(+0,7%)  | 38 654(+0,23%)  |
| 16-01-2021                      | 16-01-2021 |  | 1 060 567(+0,43%) | 38 770(+0,3%)   |
| 17-01-2021                      | 17-01-2021 |  | 1 064 909(+0,41%) | 38 871(+0,26%)  |
| 18-01-2021                      | 18-01-2021 |  | 1 068 802(+0,37%) | 38 931(+0,15%)  |
| 19-01-2021                      | 19-01-2021 |  | 1 073 214(+0,41%) | 39 044(+0,29%)  |
| 20-01-2021                      | 20-01-2021 |  | 1 078 675(+0,51%) | 39 157(+0,29%)  |
| 21-01-2021                      | 21-01-2021 |  | 1 082 907(+0,39%) | 39 274(+0,3%)   |
| 22-01-2021                      | 22-01-2021 |  | 1 088 096(+0,48%) | 39 427(+0,39%)  |
| 23-01-2021                      | 23-01-2021 |  | 1 093 938(+0,54%) | 39 608(+0,46%)  |
| 24-01-2021                      | 24-01-2021 |  | 1 099 013(+0,46%) | 39 777(+0,43%)  |
| 25-01-2021                      | 25-01-2021 |  | 1 102 795(+0,34%) | 39 889(+0,28%)  |
| 26-01-2021                      | 26-01-2021 |  | 1 107 239(+0,4%)  | 40 107(+0,55%)  |
| 27-01-2021                      | 27-01-2021 |  | 1 113 970(+0,61%) | 40 272(+0,41%)  |
| 28-01-2021                      | 28-01-2021 |  | 1 119 685(+0,51%) | 40 484(+0,53%)  |
| 29-01-2021                      | 29-01-2021 |  | 1 125 875(+0,55%) | 40 686(+0,5%)   |
| 30-01-2021                      | 30-01-2021 |  | 1 133 022(+0,63%) | 40 857(+0,42%)  |
| 31-01-2021                      | 31-01-2021 |  | 1 138 239(+0,46%) | 41 026(+0,41%)  |
| 01-02-2021                      | 01-02-2021 |  | 1 142 716(+0,39%) | 41 181(+0,38%)  |
| 02-02-2021                      | 02-02-2021 |  | 1 149 764(+0,62%) | 41 354(+0,42%)  |
| 03-02-2021                      | 03-02-2021 |  | 1 158 377(+0,75%) | 41 538(+0,44%)  |
| 04-02-2021                      | 04-02-2021 |  | 1 165 052(+0,58%) | 41 753(+0,52%)  |
| 05-02-2021                      | 05-02-2021 |  | 1 173 045(+0,69%) | 41 933(+0,43%)  |
| 06-02-2021                      | 06-02-2021 |  | 1 180 478(+0,63%) | 42 121(+0,45%)  |
| 07-02-2021                      | 07-02-2021 |  | 1 186 698(+0,53%) | 42 308(+0,44%)  |
| 08-02-2021                      | 08-02-2021 |  | 1 191 221(+0,38%) | 42 467(+0,38%)  |
| 09-02-2021                      | 09-02-2021 |  | 1 196 778(+0,47%) | 42 626(+0,37%)  |
| 10-02-2021                      | 10-02-2021 |  | 1 203 502(+0,56%) | 42 859(+0,55%)  |
| 11-02-2021                      | 11-02-2021 |  | 1 212 309(+0,73%) | 43 045(+0,43%)  |
| 12-02-2021                      | 12-02-2021 |  | 1 220 748(+0,7%)  | 43 255(+0,49%)  |
| 13-02-2021                      | 13-02-2021 |  | 1 227 205(+0,53%) | 43 491(+0,55%)  |
| 14-02-2021                      | 14-02-2021 |  | 1 235 298(+0,66%) | 43 703(+0,49%)  |
| 15-02-2021                      | 15-02-2021 |  | 1 238 501(+0,26%) | 43 880(+0,41%)  |
| 16-02-2021                      | 16-02-2021 |  | 1 244 729(+0,5%)  | 44 056(+0,4%)   |
| 17-02-2021                      | 17-02-2021 |  | 1 252 137(+0,6%)  | 44 308(+0,57%)  |
| 18-02-2021                      | 18-02-2021 |  | 1 261 804(+0,77%) | 44 489(+0,41%)  |
| 19-02-2021                      | 19-02-2021 |  | 1 269 523(+0,61%) | 44 690(+0,45%)  |
| 20-02-2021                      | 20-02-2021 |  | 1 275 899(+0,5%)  | 44 877(+0,42%)  |
| 21-02-2021                      | 21-02-2021 |  | 1 283 309(+0,58%) | 45 097(+0,49%)  |
| 22-02-2021                      | 22-02-2021 |  | 1 286 757(+0,27%) | 45 263(+0,37%)  |
| 23-02-2021                      | 23-02-2021 |  | 1 293 497(+0,52%) | 45 487(+0,49%)  |
| Fonti: - Ministero della Salute |            |  |                   |                 |

## Cronologia

### Marzo
Il 6 marzo è stato confermato il primo caso in Perù, si trattava di un peruviano di 25 anni che viveva a Lima, che era recentemente tornato da viaggi in Francia, Spagna e Repubblica Ceca.
Il 10 marzo 2020 sono stati confermati 11 nuovi casi di cui 7 erano collegati al primo caso noto in Perù. Il giorno seguente sono stati registrati due nuovi casi. Il governo peruviano come misura precauzionale, a causa della pandemia globale ha deciso di annullare le lezioni nelle scuole pubbliche e private, fino al 30 marzo.
Il 15 marzo 2020, il presidente Martín Vizcarra ha annunciato un blocco a livello nazionale, la chiusura delle frontiere, la limitazione dei viaggi nazionali e il divieto di operazioni commerciali non essenziali, ad esclusione delle strutture sanitarie, dei venditori di alimentari, delle farmacie e degli istituti finanziari.
Il Perù, con una popolazione di 32 milioni di abitanti, possedeva ad aprile 500 posti in terapia intensiva disponibili. L'esercito peruviano stava lavorando per produrre ed espandere lo stock di ventilatori automatici nella nazione da 40 a 540 nei prossimi mesi.
Il 16 marzo, migliaia di turisti americani, israeliani, australiani e britannici non sono stati in grado di lasciare in paese in 24 ore tra l'annuncio della quarantena e la cessazione dei voli. Lo stesso giorno, il presidente ha annunciato, che una somma corrispondente a 106 dollari americani sarebbe stata data come aiuto alle famiglie e alle persone, che non sarebbero state in grado di lavorare.
Dal 17 marzo, il secondo giorno di quarantena, i cittadini dovevano compilare un modulo online per ottenere il permesso di lasciare la casa. Alle 20:00 di quella notte, attraverso uno sforzo organizzato, i peruviani sono usciti sui loro balconi e finestre per applaudire gli operai in prima linea come medici, forze armate, proprietari di negozi, polizia nazionale per applaudire i loro sforzi durante la pandemia.
Il 18 marzo, il governo ha rafforzato le misure di quarantena, attuando un coprifuoco dalle 20:00 alle 17:00, in cui i cittadini non sono autorizzati a lasciare le proprie case. Un uomo che quella notte, è stato avvistato a portare fuori la spazzatura, è stato messo all'angolo da una dozzina di macchine della polizia e motociclette, e arrestato. Altre 153 persone nelle province di Lima e Callao furono arrestate quella notte per aver violato il coprifuoco.
Il 19 marzo, il Ministero della Salute peruviano (MINSA) è stato informato della prima morte correlata alla malattia, un uomo di 78 anni. Lo stesso giorno, il bilancio delle vittime è stato aggiornato a 3.
Il 20 marzo, il presidente Vizcarra ha annunciato che il ministro della Salute Elizabeth Hinostroza, si dimetterà dal suo incarico a favore di Victor Zamora Mesia, che a quanto dichiarato dal presidente ha più esperienza nel settore della sanità pubblica e di essere più esperto per far fronte a questa pandemia. Il presidente è stato anche intervistato, dicendo che se tutti i cittadini rispettassero la quarantena e rispettassero adeguatamente le sue leggi, lo stato di emergenza potrebbe essere revocato alla fine della quarantena di 15 giorni. Il presidente Vizcarra ha anche emanato un decreto per convertire la Villa Panamericana de Lima, il complesso residenziale utilizzato per gli atleti dei Giochi Panamericani del 2019, in una struttura ospedaliera con 3.000 posti letto dedicati ai pazienti affetti da coronavirus. La conversione e l'assegnazione delle attrezzature mediche è stata eseguita dalle forze armate del Perù.
Il 26 marzo il presidente Vizcarra ha annunciato la proroga della quarantena di altri 13 giorni a livello nazionale, fino al 12 aprile. Ha anche citato ail numero di violazioni della quarantena, in particolare nel dipartimento di La Libertad.
Il 30 marzo, il Presidente ha fatto messo ulteriori restrizioni al coprifuoco (che era precedentemente era dalle 20:00 alle 5:00 in tutta la nazione), estendendo il suo inizio dalle 16:00 per i dipartimenti di La Libertad, Loreto, Piura e Tumbes, e dalle 18:00 per il resto del paese, per limitare ulteriormente i movimenti. Come risposta, i negozi di alimentari che erano prima erano aperti fino alle 16:00 ora chiudono alle 15:00. A partire da questa data, ci sono stati 950 test positivi, 24 decessi, 49 pazienti in terapia intensiva e 37 con la ventilazione meccanica.

### Aprile
Il 2 aprile, il Presidente ha fatto un annuncio dal vivo al paese annunciando che per i restanti 10 giorni della quarantena avrebbero aggiunto ulteriori limitazioni per appiattire la curva. La mobilizzazione fuori casa è stata limitata per giorni. Solo gli uomini saranno in grado di uscire di casa per acquistare generi alimentari, medicine o andare in banca lunedì, mercoledì e venerdì. Le donne sono ammesse all'esterno solo martedì, giovedì e sabato. A nessuno è permesso la domenica. Queste restrizioni devono consentire una facile identificazione da parte della polizia e dei militari e ridurre la circolazione del 50%. Indossare maschere in pubblico era ufficialmente dichiarato obbligatorio, sebbene fosse una regola applicata dalla polizia e dai militari per alcune settimane fino a questo annuncio. Al 31 marzo erano stati confermati 414 casi positivi, di cui 159 ospedalizzati e 51 in terapia intensiva.
Il 3 aprile, il governo ha annunciato che a tutti gli stranieri attualmente in Perù verrà automaticamente esteso il visto fino alla fine dello stato di emergenza. Una volta revocata la quarantena, tutti i turisti internazionali avranno 45 giorni per lasciare il Paese. A partire da questa data, il Dipartimento di Stato degli Stati Uniti ha annunciato di aver rimpatriato oltre 4.680 americani attraverso voli noleggiati dall'aeroporto di Washington Dulles a Lima e Cusco.
Il 7 aprile, il presidente Vizcarra ha annunciato che per la Settimana Santa, giovedì e venerdì, non sarà permesso a nessuno di uscire di casa per affari regolari.
L'8 aprile, il presidente Vizcarra ha nuovamente esteso la quarantena di 2 settimane, fino al 26 aprile. In questo giorno, il Ministero della Salute ha confermato il primo decesso di un medico a causa del coronavirus che lavora in prima linea nella pandemia, ciò è avvenuto nel distretto di San Juan de Lurigancho a Lima.
Il 10 aprile, il presidente Vizcarra ha rinunciato alla rotazione di genere precedentemente proposta e ha ripristinato che solo un membro di una famiglia può lasciare la casa una volta alla settimana, dal lunedì al sabato. Ciò è stato in parte attribuito ai giorni in cui alle donne è stato permesso di partire culminato in lunghe file e supermercati affollati, causando una difficoltà a mantenere le linee guida di allontanamento sociale.
Il 22 aprile, i rappresentanti del Medical College of Peru hanno incontrato il Ministro della salute Víctor Zamorra, proponendo di prolungare la quarantena di almeno altre due settimane. Ci sono un totale di 237 medici infetti da coronavirus nel paese, di cui 9 in terapia intensiva. Dei medici infetti, 69 sono a Lima e 62 a Iquitos.
Il 23 aprile, il presidente Vizcarra ha annunciato l'estensione della quarantena e lo stato di emergenza altre 2 settimane fino al 10 maggio.

### Maggio
Il 3 maggio, il governo del Perù ha pubblicato un decreto legislativo, che prevede la progressiva riapertura dell'economia in quattro fasi. La prima fase del recupero, che inizierà a maggio, consentirà ad alcuni ristoranti di offrire il servizio di ritiro e consegna a domicilio. Inoltre, durante la prima fase, saranno consentiti servizi limitati di trasporto alberghiero e turistico. Il testo completo del decreto legislativo è disponibile in spagnolo.
L'8 maggio, il presidente Vizcarra ha annunciato la decisione di prorogare lo stato di emergenza fino a domenica 24 maggio. È stato indicato che tra la polizia nazionale e le forze armate ci saranno 150.000 truppe per le strade per applicare le misure ordinate. La modifica del programma non si applica a Loreto, La Libertad, Lambayeque, Tumbes e Piura, dove le restrizioni continueranno ad essere attuate dalle 4 del pomeriggio. A partire da lunedì 18 di maggio, i bambini fino a 14 anni potranno se accompagnati da un adulto uscire per 30 minuti però non più di 500 metri dalle loro case.
L'11 maggio un mandato nazionale richiedeva ai cittadini l'uso di maschere e guanti all'interno dei supermercati. L'uso delle maschere era stato obbligatorio sin dall'inizio del blocco del paese il 17 marzo, e l'uso obbligatorio dei guanti era stato implementato dai distretti e dai mercati indipendenti la scorsa settimana. Nel corso della giornata, tuttavia, il Ministro della salute Víctor Zamorra ha annunciato che il mandato nazionale per l'uso dei guanti sarà rivisto e nel pomeriggio ha annunciato che non sarà più obbligatorio, citandolo come un errore amministrativo.